# (22740) Rayleigh
1998 SX146 (asteroide 22740) é um asteroide da cintura principal. Possui uma excentricidade de 0.21247980 e uma inclinação de 3.11523º.
Este asteroide foi descoberto no dia 20 de setembro de 1998 por Eric Walter Elst em La Silla.